# Winter/Reflections
Winter/Reflections è un album discografico natalizio del gruppo musicale statunitense Boyz II Men, pubblicato nel 2005.

## Tracce
Reflections
1. I've Been Searchin' (Chemistry)
2. Will (Mika Nakashima)
3. Flowers Bloom (Kobukuro)
4. Snow White (Keisuke Kuwata)
5. Song for You (Exile)
6. Will (A Cappella)

Winter
1. (Overtune) This Christmas
2. Little Drummer Boy
3. Merry Christmas Darling
4. O come, O come, Emmanuel
5. God Rest Ye Merry Gentlemen
6. What Child Is This?
7. The Christmas Song
8. This Christmas (A Cappella)